# Ахаев, Филипп Петрович
Фили́пп Петро́вич Аха́ев (24 ноября 1918, с. Рындино, Алатырский уезд, Симбирская губерния — 4 марта 1979, пос. Витимский, Мамско-Чуйский район, Иркутская область) — Герой Советского Союза, командир орудия 200-го гвардейского лёгкого артиллерийского полка 3-й гвардейской Бахмачской лёгкой артиллерийской бригады 1-й гвардейской Краснознамённой Глуховской дивизии прорыва 60-й армии Центрального фронта, гвардии старший сержант.

## Биография
Родился 24 ноября 1918 года в селе Рындино Семёновской волости Алатырского уезда (ныне Порецкого муниципального округа Чувашского района) в семье крестьянина. Мордвин-эрзя. Член ВКП(б)/КПСС с 1943 года. Образование начальное. Окончил сельскую школу, работал в родном селе в колхозе им. Калинина, был секретарём Рындинского сельсовета.
В сентябре 1938 года был призван в Красную Армию. Окончил полковую школу и служил командиром орудия на Западной Украине. Здесь встретил начало Великой Отечественной войны.
С первого дня участвовал в боях с немецко-фашистскими захватчиками. 22 июня 1941 года в бою за село Брусно Львовской области был ранен. После лечения — вновь в действующей армии, воевал на Юго-Западном фронте. С осени 1942 года — в составе 1-й (с 1 марта 1943 года — 1-й гвардейской) артиллерийской дивизии Резерва Главного Командования. Участвовал в разгроме гитлеровцев под Сталинградом.
Командир орудия гвардии старший сержант Ахаев отличился в боях на Курской дуге. 9 июля 1943 года в районе села Соборовка (Кромской район Орловской области) его расчёт огнём прямой наводкой подбил несколько тяжёлых танков, чем содействовал отражению атаки противника.
Отважный артиллерист принимал участие в освобождении Орла, украинских городов Глухов, Бахмач, Конотоп. В сентябре 1943 года 200-й артиллерийский полк первым в дивизии приступил к форсированию Днепра севернее Киева. Гвардии старший сержант Ахаев с расчётом под огнём противника без потерь переправился на уже захваченный плацдарм и с ходу вступил в бой, поддерживая огнём пехоту. В боях на плацдарме только за один день, 4 октября, расчёт Ахаева уничтожил несколько вражеских пулемётов, противотанковых орудий, автомашин с боеприпасами:

…наш маленький плотик, сколоченный из брёвен и досок, на нём пушка и четыре бойца — её боевой расчёт. А над нами — вражеские бомбардировщики. Сброшенные ими бомбы поднимают огромные водяные фонтаны. Волны подбрасывают наш плотик, мы изо всех сил стараемся удержать пушку на месте и в то же время продвигаться вперед…— Ахаев Ф. П.
Указом Президиума Верховного Совета СССР от 17 октября 1943 года за образцовое выполнение заданий командования и проявленные мужество и героизм в боях с немецко-фашистскими захватчиками гвардии старшему сержанту Филиппу Петровичу Ахаеву присвоено звание Героя Советского Союза с вручением ордена Ленина и медали «Золотая Звезда» (№ 3229).
Через два месяца, в одном из декабрьских боёв, герой-артиллерист был ранен. После излечения был направлен не на фронт, а в военное училище. Летом 1945 года окончил Ивановское военно-политическое училище. В августе 1945 года в составе 36-й армии Забайкальского фронта принимал участие в разгроме японских милитаристов.
С июля 1946 года лейтенант Ахаев — в запасе. В 1946—1949 годах — заведующий военным отделом Кувакинского райкома ВКП (б), позднее жил и работал в Ростовской области. В 1953 году переехал в Иркутскую область. Работал мастером-арматурщиком Ангарскгэсстроя, командиром взвода взрывников Артёмовского прииска на реке Лене, старателем на руднике Витимский Мамско-Чуйского района.
Умер 4 марта 1979 года. Похоронен в посёлке Витимский Мамско-Чуйского района Иркутской области.
Награждён орденами Ленина, Красного Знамени, Красной Звезды, медалями.

## Память
В селе Рындино Порецкого района Чувашской Республики именем Филиппа Ахаева названа улица, на здании средней школы установлена мемориальная доска.

### В искусстве
- Лобанов А. В. Портрет Героя Советского Союза Ф. П. Ахаева. 1943 (Собрание Чувашского государственного художественного музея)[2].
- Аронова-Ботвинкина Л. С. Портрет Героя Советского Союза Ф. П. Ахаева. 1943 (Собрание Чувашского государственного художественного музея)[3].
- Сверчков Н. К. На переправе. 1944 (Собрание Чувашского государственного художественного музея)[4].